# Colletes sellatus
Colletes sellatus är en biart som beskrevs av Ferdinand Morawitz 1894.
Colletes sellatus ingår i släktet sidenbin och familjen korttungebin. Inga underarter finns listade i Catalogue of Life.